# Groupe pour l'Europe des démocraties et des différences
Pour les articles homonymes, voir EDD.
Le groupe pour une Europe des démocraties et des différences (EDD) était un groupe parlementaire européen eurosceptique qui a existé de 1999 à 2004. Il s'est transformé en groupe Indépendance/Démocratie en juillet 2004, pour tenir compte notamment de l'élargissement de l'Union européenne.

## Membres
1. Mouvement de juin  (Danemark)
2. Chasse, pêche, nature et traditions (France)
3. Combats Souverainistes (France)
4. Union chrétienne-Parti politique réformé (Pays-Bas)
5. Parti pour l'indépendance du Royaume-Uni (Royaume-Uni)

Voir aussi parti politique.